# Giảm oxy huyết
Sự giảm ôxy huyết (tiếng Anh: hypoxia) là hiện tượng xảy ra khi cơ thể hay một phần cơ thể thiếu lượng ôxy cần thiết để lưu thông trong các mô.
Có nhiều nguyên nhân gây giảm ôxy huyết: do nhiễm trùng (nhiễm trùng huyết), máu đông trong phổi, suy tim, tắc nghẽn đường thở hoặc do sử dụng các chất kích thích, thuốc, v.v. Bệnh nhân bị giảm ôxy huyết thường khó thở, da xanh tím tái, mệt mỏi, thần kinh không ổn định, nhận thức kém.